# Лобанов, Владимир Васильевич
Владимир Васильевич Лобанов (1907, Губино, Калужская губерния — 1993, Ростов-на-Дону) — советский партийный и государственный деятель, первый секретарь Курганского областного комитета ВКП(б) (1947—1950).

## Биография
Владимир Лобанов родился в 1907 году в семье письмоносца в селе Губино Губинской волости Козельского уезда Калужской губернии, ныне село входит в Сельское поселение «Деревня Дешовки» Козельского района Калужской области.
Окончив начальную школу, в 1923 году он поступил в Козельскую профессионально-техническую школу, которую успешно окончил в 1927 году, став квалифицированным рабочим по слесарно-механической специальности.
С 1927 года начал работать слесарем на Петровском механическом заводе. После службы в РККА (1929—1930 гг.) вернулся на завод, где продолжил работать слесарем, затем мастером и старшим мастером на машиностроительном заводе имени Калинина в г. Мытищи Московской области. 
С 1930 года член ВКП(б). Без отрыва от производства окончил в 1937 году вечернюю Промышленную академию имени Л. М. Кагановича, получив диплом инженера, после чего был назначен начальником сборочного цеха машиностроительного завода № 8 города Калининграда (ныне Королёв),
В мае 1939 года был отозван на работу в аппарат ЦК ВКП(б) инструктором управления кадров, а в октябре того же года направлен партийным организатором ЦК ВКП(б) (парторгом) на Уральский машиностроительный завод,
С января 1942 года работал секретарём Кировского обкома ВКП(б) по танковой промышленности. В октябре 1942 года направлен в город Барнаул, где избран третьим секретарём, а в сентябре 1943 года вторым секретарём Алтайского крайкома ВКП(б).
21 июля 1947 года избран первым секретарём Курганского обкома ВКП(б). 
27 марта 1950 года ЦК ВКП(б) принял постановление «О работе Курганского обкома ВКП(б)», в котором отмечалось, что обком партии не сделал правильных выводов из ранее принятого (10 января 1949 года) постановления «О руководстве Шадринского райкома ВКП(б) Курганской области сельским хозяйством района» (в котором особое внимание уделялось методам, разработанным Т. С. Мальцевым), неудовлетворительно осуществляет руководство сельским хозяйством, слабо ведёт работу по повышению культуры земледелия, недооценивает роль специалистов и недостаточно привлекает их к решению вопросов развития сельскохозяйственного производства. 7—8 апреля 1950 года пленум обкома партии обсудил постановление ЦК ВКП(б), принял его к неуклонному руководству и наметил мероприятия, направленные на ускорение подъёма сельского хозяйства. Пленум освободил от работы первого секретаря обкома В. В. Лобанова.
В апреле 1950 года отозван в центральный аппарат ВКП(б), где работал заместителем заведующего сектором отдела партийных, профсоюзных и комсомольских органов ЦК ВКП(б).
С 1952 года — первый секретарь Ростовского городского комитета ВКП(б), c 1952 года — КПСС. 
Делегат XIX и XX съездов партии.
С 1958 года — второй секретарь Сахалинского областного комитета КПСС.
В 1959 году избирался депутатом Верховного Совета РСФСР V созыва по Корсаковскому избирательному округу № 585.
С 1963 года — председатель комитета партийно-государственного контроля Сахалинского областного комитета КПСС и Исполнительного комитета Сахалинского областного Совета.
С 1963 года — секретарь Сахалинского областного комитета КПСС.
С 1966 года — председатель Сахалинского областного комитета народного контроля.
С 1973 года персональный пенсионер союзного значения.
Cкончался в 1993 году в Ростове-на-Дону.

## Награды и звания
- Орден Ленина (05.11.1940 — в «связи с XX-летним юбилеем Казахской Советской Социалистической Республики, за достижения в развитии промышленности и сельского хозяйства», 22.05.1947)
- Орден Трудового Красного Знамени (1957)
- Три ордена Красной Звезды (05.06.1942)
- Орден «Знак Почёта» (09.09.1971)
- Медаль «За трудовую доблесть» (25.12.1959)
- Медаль «За доблестный труд в Великой Отечественной войне 1941-1945 гг.»